# 日置忠明
日置 忠明（へき ただあき、慶安元年閏1月13日（1648年3月7日） - 享保3年11月29日（1719年1月19日））は、江戸時代前期から中期にかけての武士。備前岡山藩の家老。備前金川1万6000石の領主。
父は岡山藩家老日置忠治。母は池田利政の娘心珠院。通称は左門、猪右衛門。正室は桑山一玄の娘源水院。子は日置忠昌、山脇源太夫、池田要人信延室、池田森臻、今枝恒明、池田知之（利恭）、池田俊清。
慶安元年（1648年）閏1月13日、岡山藩家老日置忠治の嫡男として誕生する。承応2年（1653年）、6歳で藩主池田光政に拝謁、幕府の証人として5回江戸に下向した。延宝5年（1677年）10月、父の隠居により家督を継ぎ、仕置家老となる。

## 生涯
公正な人柄で知られ、元禄8年（1695年）には、重臣たちによって讒言されていた郡代津田永忠から、藩主池田綱政への取りなしを依頼されている。元禄10年（1697年）、綱政の命で、池田家菩提寺曹源寺建立の地形普請役を永忠と共に務めた。元禄11年（1698年）、改易となった備後福山藩水野家の福山城請取の様子を情報収集し、江戸の藩主綱政に書状で報告している。
宝永3年（1706年）正月、59歳で隠居し、家督を嫡男の忠昌に譲る。隠居料として1000俵を賜る。享保3年11月29日没。享年71。
正室の源水院は元禄7年（1694年）8月21日、41歳で没している。四男の森臻は岡山藩中老池田武憲の名跡を相続、五男の恒明は忠明の実弟加賀藩家老今枝直方、六男の知之は鳥取藩家老池田頼母知定、七男の俊清は岡山藩家老池田太寅にそれぞれ養子となった。